# Vladimír Chvátil
Vladimír „Vlaada“ Chvátil (* 14. září 1971 Jihlava) je český vývojář a designér deskových a počítačových her. Prvním jeho známějším počinem byla v roce 1992 multiplayerová počítačová hra Cervii (Červi). Autorsky se mimo jiné podílel také na hrách Fish Fillets (1997), Original War (2001), Fish Fillets II (2007) nebo Family Farm (2010). Ve světě se však prosadil především jako designér deskových her. Mezi jeho nejvýznamnější díla patří Through the Ages: Příběh civilizace z roku 2006, jež se dlouhodobě drží na předních místech v žebříčku BoardGameGeek, Galaxy Trucker z roku 2007, Space Alert z roku 2008, Mage Knight (2011) a Krycí jména (Codenames) z roku 2015, která získala ocenění Spiel des Jahres. V roce 2019 byl Vlaada Chvátil uveden do síně slávy v rámci udílení Origins Awards.
Kromě deskových a počítačových her se také podílel na hře na hrdiny Dračí doupě a napsal gamebook O Norikovi (1997).
Je absolventem Fakulty informatiky Masarykovy univerzity a členem Brněnského klubu deskových her.
V roce 2022 pracoval v deskoherním vydavatelství Czech Games Edition, které spoluzakládal. Podílí se mimo jiné na implementaci svých deskových her do videoherní podoby. Po Galaxy Truckeru a Through the Ages vytvářel mobilní verzi své dosud nejúspěšnější hry Krycí jména (Codenames).

## Designérský styl
Herní design Vlaady Chvátila je znám svou provázaností s tématem hry. Chvátil pro své hry volí mechaniky, které korespondují s daným tématem. Samotné téma hry se mu promítá také do způsobu, jakým píše pravidla ke svým hrám. Snaží se do nich zakomponovat dané téma a v některých případech také pracuje s humorem a nadsázkou, které se snaží do pravidel propašovat.[zdroj⁠?!]
Vlaada Chvátil je mezi designéry uznávaný především pro svou inovativní práci s herními mechanikami a šíří svého záběru (v jeho portfoliu je epická civilizační hra Through the Ages, populární párty hry jako Krycí jména nebo sci-fi dobrodružství odehrávající se v reálném čase v podobě Galaxy Truckera).[zdroj⁠?!]

## Vytvořené počítačové hry
- 1992: Cervii (Červi)
- 1997: Fish Fillets
- 2001: Original War
- 2007: Fish Fillets II
- 2010: Family Farm
- 2014: Galaxy Trucker
- 2017: Through the Ages
- 2022: Krycí jména

## Vytvořené deskové hry
- 1997: Arena: Morituri te salutant[5]
- 2002: Proroctví[6]
- 2003: Proroctví: Dračí říše (expanze)[7]
- 2005: Merry Men of Sherwood[8]
- 2006: Graenaland[9]
- 2006: Proroctví: Vodní říše (expanze)[10]
- 2006: Through the Ages: Příběh civilizace[11]
- 2007: Kámen - Zbraně - Papír[12]
- 2007: Galaxy Trucker[13]
- 2008: Space Alert[14]
- 2008: Sacculus (karetní hra pro skauty)[15]
- 2008: Galaxy Trucker: The Big Expansion (expanze)[16]
- 2009: Vládci podzemí[17]
- 2009: Bezva finta[18]
- 2009: Perníková chaloupka[19]
- 2010: Bez hranic[20]
- 2010: Ušáci a paroháči[21]
- 2010: Space Alert: The New Frontier (expanze)[22]
- 2011: Mage Knight[23]
- 2011: Příšerky z podzemí[24]
- 2011: Pictomania[25]
- 2012: Mage Knight: The Lost Legion (expanze)
- 2012: Galaxy Trucker: Another Big Expansion (expanze)[26]
- 2012: Dungeon Lords: Festival Season (expanze)[27]
- 2013: Čtyřlístek a stroj času (ilustroval Jaroslav Němeček)
- 2013: Dungeon Petz: Dark Alleys (expanze)[28]
- 2013: Tash-Kalar: Aréna legend[29]
- 2014: Tash-Kalar: Aréna legend - Everfrost (expanze)[30]
- 2015: Tash-Kalar: Aréna legend - Nethervoid (expanze)[31]
- 2015: Galaxy Trucker: Mise (expanze)[32]
- 2015: Through the Ages: Nový příběh civilizace (přepracované vydání)[33]
- 2015: Krycí jména[34]
- 2016: Krycí jména: Obrázky[35]
- 2017: Krycí jména: Duet[36]
- 2017: To je otázka![37]
- 2017: Tash-Kalar: Aréna legeng - Etherweave (expanze)[38]
- 2017: Codenames: Marvel (vyšla pouze anglicky)[39]
- 2018: Codenames: Harry Potter (vyšla pouze anglicky)
- 2019: Through the Ages: New Leaders and Wonders (expanze)
- 2019: Codenames: The Simpsons (vyšla pouze anglicky)[40]
- 2019: Codenames: Blizzard (limitovaná edice určená zaměstnancům Blizzardu)[41]
- 2020: Krycí jména: Disney[42]
- 2021: Galaxy Trucker: Druhé vytuněné vydání (přepracovaná verze hry)[43]
- 2022: Galaxy Trucker: Keep on Trucking (expanze)[44]